# لیتل کاکیپون (ویرجینیای غربی)
لیتل کاکیپون (به انگلیسی: Little Cacapon) یک منطقهٔ مسکونی در ایالات متحده آمریکا است که در شهرستان همپشر، ویرجینیای غربی واقع شده‌است. لیتل کاکیپون ۱۵۹ متر بالاتر از سطح دریا واقع شده‌است.